# George White
George White, född 21 augusti 1872 i Elmira, New York, död 15 december 1953 i Palm Beach, Florida, var en amerikansk demokratisk politiker och Ohios 52:a guvernör. Han tjänade som guvernör i två stycken två-årsperioder, från 1931 till 1935. Han var ledamot av USA:s representanthus 1911-1915 och 1917-1919.